# Biophida
Biophida es un género de coleóptero de la familia Scraptiidae.

## Especies
Las especies de este género son:
- Biophida atrosuturalis
- Biophida bicoloripes
- Biophida burgeoni
- Biophida costata
- Biophida elisabethae
- Biophida flavida
- Biophida impressa
- Biophida innotata
- Biophida latefasciata
- Biophida lateimpressa
- Biophida laticollis
- Biophida nigrolimbata
- Biophida notatithorax
  - Biophida notatithorax bredoi
  - Biophida notatithorax notatithorax
- Biophida purpurascens
- Biophida quinquefoveata
- Biophida unicolor
- Biophida unicoloripes
- Biophida verhulsti